# Вторая Африканская баптистская церковь
Вторая африканская баптистская церковь (англ. Second African Baptist Church) — церковь в Саванне, штат Джорджия, США. Расположенная в северо-западном квартале Грин-сквер, по адресу Хьюстон-стрит, 123, церковь была основана 26 декабря 1802 года, спустя двадцать пять лет после основания Первой африканской баптистской церкви города, как Первая цветная церковь.  Первым пастором был преподобный Генри Каннингем (1759—1842), служивший с 1802 по 1833 год. Здание церкви было построено в 1926 году. В 1823 году Первая цветная церковь и Вторая цветная церковь были переименованы в Первую африканскую баптистскую церковь и Вторую африканскую баптистскую церковь.
В 1864 году недалеко от Саванны генерал армии США Уильям Текумсе Шерман издал Специальный полевой приказ № 15. Вскоре генерал Руфус Сакстон публично выступил перед членами этой церкви по поводу положений предложения Шермана, которые стали известны как «сорок акров и мул».  Военный министр Эдвин Стэнтон и Шерман были гостями в церкви после сдачи Саванны 21 декабря 1864 года. Чуть меньше века спустя, в 1963 году, доктор Мартин Лютер Кинг-младший прочитал здесь проповедь «У меня есть мечта», которую он повторил в Вашингтоне, округ Колумбия, позднее в том же году.

## Принадлежность
Церковь связана с Национальной баптистской конвенцией США (второй по величине баптистской организацией в мире после Южной баптистской конвенции) и Генеральной миссионерской баптистской конвенцией Джорджии (англ. General Missionary Baptist Convention of Georgia).